# Aristeus semidentatus
Aristeus semidentatus är en kräftdjursart som beskrevs av Charles Spence Bate 1881. Aristeus semidentatus ingår i släktet Aristeus och familjen Aristeidae. Inga underarter finns listade i Catalogue of Life.